# Rhodeus suigensis
Rhodeus suigensis är en fiskart som först beskrevs av Mori, 1935.  Rhodeus suigensis ingår i släktet Rhodeus och familjen karpfiskar. Inga underarter finns listade i Catalogue of Life.